# Calvin Coolidge
Calvin Coolidge, pe numele său complet John Calvin Coolidge, Jr. (n. 4 iulie 1872 - d. 5 ianuarie 1933) a fost cel de-al douăzeci și nouălea vicepreședinte (1921 - 1923) și cel de-al treizecilea președinte al Statelor Unite ale Americii (1923 - 1929), succedând în oficiul președinției după moartea lui Warren G. Harding. Calvin Coolidge a condus o politică foarte conservativă în domeniul economic.
Calvin Coolidge a fost gazda Reginei Maria, însoțită de doi dintre copiii săi, Ileana și Nicolae, în vizita acesteia peste ocean din octombrie 1926.
Politica sa conservatoare cu privire la inerția internă și internațională a ajuns să simbolizeze perioada dintre Primul Război Mondial și Marea Depresiune.